# Международная комиссия по борьбе с безнаказанностью в Гватемале
Международная комиссия по борьбе с безнаказанностью в Гватемале (исп. Comisión Internacional contra la Impunidad en Guatemala, CICIG) — международный орган, занимавшийся расследованием и преследованием тяжких преступлений в Гватемале. 7 января 2019 года соглашение между Организацией Объединенных Наций и Гватемалой было расторгнуто президентом Гватемалы Джимми Моралесом, сославшись на предполагаемое участие CICIG в незаконных действиях, злоупотреблении властью и действиях, противоречащих конституции. ООН отклонила это одностороннее прекращение полномочий, а высший суд страны вынес решение против решения президента. Срок полномочий CICIG должен был закончиться в сентябре 2019 года. Решение Моралеса, одобренное бизнес-элитой страны, вызвало институциональный кризис в Гватемале, поскольку Конституционный суд встал на сторону CICIG. Незадолго до этого комиссия попыталась предъявить обвинения президенту Гватемалы Джимми Моралесу в незаконном финансировании его предвыборной кампании. Сам он все обвинения отрицал. В 2017 году по обвинениям в коррупции и отмывании денег были арестованы брат и советник президента Сэмми Моралес и сын главы государства Хосе Моралес.
В период с 2008 по 2019 год CIGIG помогла правоохранительным органам Гватемалы ликвидировать более 70 преступных структур. Согласно исследованию 2022 года, это могло предотвратить от 20 000 до 30 000 убийств за этот период.